# 6990 Toya
6990 Toya è un asteroide della fascia principale. Scoperto nel 1994, presenta un'orbita caratterizzata da un semiasse maggiore pari a 3,1486223 UA e da un'eccentricità di 0,1270421, inclinata di 2,88772° rispetto all'eclittica.